# Oscarverleihung 1951
Übersicht aller ausgezeichneten Filme

◄◄ | ◄ | 1947 | 1948 | 1949 | 1950 | Oscarverleihung 1951 | 1952 | 1953 | 1954 | 1955 | ► | ►►

Weitere Ereignisse
Die Oscarverleihung 1951 fand am 29. März 1951 im RKO Pantages Theatre in Los Angeles statt. Es waren die 23rd Annual Academy Awards. Im Jahr der Auszeichnung werden immer Filme des vergangenen Jahres ausgezeichnet, in diesem Fall also die Filme des Jahres 1950.

## Moderation
Fred Astaire

## Nominierungen und Gewinner
| Film                      | N  | A |
| ------------------------- | -- | - |
| Alles über Eva            | 14 | 6 |
| Boulevard der Dämmerung   | 11 | 3 |
| Die ist nicht von gestern | 5  | 1 |
| Samson und Delilah        | 5  | 2 |
| Asphalt-Dschungel         | 4  | 0 |
| Duell in der Manege       | 4  | 1 |
| Cinderella                | 3  | 0 |
| Der dritte Mann           | 3  | 1 |
| Frauengefängnis           | 3  | 0 |
| Der gebrochene Pfeil      | 3  | 0 |
| König Salomons Diamanten  | 3  | 2 |
| Vater der Braut           | 3  | 0 |
| Endstation Mond           | 2  | 1 |
| The Magnificent Yankee    | 2  | 0 |
| Mein Freund Harvey        | 2  | 1 |
| Der Rebell                | 2  | 0 |

### Bester Film
präsentiert von Ralph Bunche
Alles über Eva (All About Eve) – Joseph L. Mankiewicz
Boulevard der Dämmerung (Sunset Boulevard) – Billy Wilder
Die ist nicht von gestern (Born Yesterday) – George Cukor
König Salomons Diamanten (King Solomon’s Mines) – Compton Bennett, Andrew Marton
Vater der Braut (Father of the Bride) – Vincente Minnelli

### Beste Regie
präsentiert von Leo McCarey
Joseph L. Mankiewicz – Alles über Eva (All About Eve)
George Cukor – Die ist nicht von gestern (Born Yesterday)
John Huston – Asphalt-Dschungel (The Asphalt Jungle)
Carol Reed – Der dritte Mann (The Third Man)
Billy Wilder – Boulevard der Dämmerung (Sunset Boulevard)

### Bester Hauptdarsteller
präsentiert von Helen Hayes
José Ferrer – Der letzte Musketier (Cyrano de Bergerac)
Louis Calhern – The Magnificent Yankee
William Holden – Boulevard der Dämmerung (Sunset Boulevard)
James Stewart – Mein Freund Harvey (Harvey)
Spencer Tracy – Vater der Braut (Father of the Bride)

### Beste Hauptdarstellerin
präsentiert von Broderick Crawford
Judy Holliday – Die ist nicht von gestern (Born Yesterday)
Anne Baxter – Alles über Eva (All About Eve)
Bette Davis – Alles über Eva (All About Eve)
Eleanor Parker – Frauengefängnis (Caged)
Gloria Swanson – Boulevard der Dämmerung (Sunset Boulevard)

### Bester Nebendarsteller
präsentiert von Mercedes McCambridge
George Sanders – Alles über Eva (All About Eve)
Jeff Chandler – Der gebrochene Pfeil (Broken Arrow)
Edmund Gwenn – Mister 880
Sam Jaffe – Asphalt-Dschungel (The Asphalt Jungle)
Erich von Stroheim – Boulevard der Dämmerung (Sunset Boulevard)

### Beste Nebendarstellerin
präsentiert von Dean Jagger
Josephine Hull – Mein Freund Harvey (Harvey)
Hope Emerson – Frauengefängnis (Caged)
Celeste Holm – Alles über Eva (All About Eve)
Nancy Olson – Boulevard der Dämmerung (Sunset Boulevard)
Thelma Ritter – Alles über Eva (All About Eve)

### Bestes Originaldrehbuch
präsentiert von Ruth Chatterton
Charles Brackett, D. M. Marshman, Jr., Billy Wilder – Boulevard der Dämmerung (Sunset Boulevard)
Carl Foreman – Die Männer (The Men)
Ruth Gordon, Garson Kanin – Ehekrieg (Adam’s Rib)
Virginia Kellogg, Bernard C. Schoenfeld – Frauengefängnis (Caged)
Joseph L. Mankiewicz, Lesser Samuels – Der Haß ist blind (No Way Out)

### Bestes adaptiertes Drehbuch
präsentiert von Ruth Chatterton
Joseph L. Mankiewicz – Alles über Eva (All About Eve)
Frances Goodrich, Albert Hackett – Vater der Braut (Father of the Bride)
John Huston, Ben Maddow – Asphalt-Dschungel (The Asphalt Jungle)
Albert Maltz – Der gebrochene Pfeil (Broken Arrow)
Albert Mannheimer – Die ist nicht von gestern (Born Yesterday)

### Beste Originalgeschichte
präsentiert von Ruth Chatterton
Edna Anhalt, Edward Anhalt – Unter Geheimbefehl (Panic in the Streets)
William Bowers, André De Toth – Der Scharfschütze (The Gunfighter)
Giuseppe De Santis, Carlo Lizzani – Bitterer Reis (Riso Amaro)
Sy Gomberg – So ein Pechvogel (When Willie Comes Marching Home)
Leonard Spigelgass – Die Tote in den Dünen (Mystery Street)

### Beste Kamera (Schwarzweißfilm)
präsentiert von Debbie Reynolds
Robert Krasker – Der dritte Mann (The Third Man)
Milton R. Krasner – Alles über Eva (All About Eve)
Victor Milner – Die Farm der Besessenen (The Furies)
Harold Rosson – Asphalt-Dschungel (The Asphalt Jungle)
John F. Seitz – Boulevard der Dämmerung (Sunset Boulevard)

### Beste Kamera (Farbfilm)
präsentiert von Debbie Reynolds
Robert Surtees – König Salomons Diamanten (King Solomon’s Mines)
George Barnes – Samson und Delilah (Samson and Delilah)
Ernest Haller – Der Rebell (The Flame and the Arrow)
Ernest Palmer – Der gebrochene Pfeil (Broken Arrow)
Charles Rosher – Duell in der Manege (Annie Get Your Gun)

### Bestes Szenenbild (Schwarzweißfilm)
präsentiert von Lex Barker und Arlene Dahl
Sam Comer, Hans Dreier, John Meehan, Ray Moyer – Boulevard der Dämmerung (Sunset Boulevard)
George W. Davis, Thomas Little, Walter M. Scott, Lyle R. Wheeler – Alles über Eva (All About Eve)
Cedric Gibbons, Hugh Hunt, Hans O. Peters, Edwin B. Willis – Schicksal in Wien (The Red Danube)

### Bestes Szenenbild (Farbfilm)
präsentiert von Lex Barker und Arlene Dahl
Sam Comer, Hans Dreier, Ray Moyer, Walter H. Tyler – Samson und Delilah (Samson and Delilah)
Ernst Fegté, George Sawley – Endstation Mond (Destination Moon)
Cedric Gibbons, Paul Groesse, Richard Pefferle, Edwin B. Willis – Duell in der Manege (Annie Get Your Gun)

### Beste Kostüme (Schwarzweißfilm)
präsentiert von Jan Sterling
Edith Head, Charles Le Maire – Alles über Eva (All About Eve)
Jean Louis – Die ist nicht von gestern (Born Yesterday)
Walter Plunkett – The Magnificent Yankee

### Beste Kostüme (Farbfilm)
präsentiert von Jan Sterling
Edith Head, Dorothy Jeakins, Eloise Jensson, Gile Steele, Gwen Wakeling – Samson und Delilah (Samson and Delilah)
Walter Plunkett, Arlington Valles – Das Schicksal der Irene Forsyte (That Forsyte Woman)
Michael Whittaker – Die schwarze Rose (The Black Rose)

### Beste Filmmusik (Drama)
präsentiert von Gene Kelly
Franz Waxman – Boulevard der Dämmerung (Sunset Boulevard)
George Duning – Mein Glück in deine Hände (No Sad Songs for Me)
Alfred Newman – Alles über Eva (All About Eve)
Max Steiner – Der Rebell (The Flame and the Arrow)
Victor Young – Samson und Delilah (Samson and Delilah)

### Beste Filmmusik (Musikfilm)
präsentiert von Gene Kelly
Adolph Deutsch, Roger Edens – Duell in der Manege (Annie Get Your Gun)
Paul J. Smith, Oliver Wallace – Cinderella
Ray Heindorf – The West Point Story
Lionel Newman – I’ll Get By
André Previn – Drei kleine Worte (Three Little Words)

### Bester Song
präsentiert von Gene Kelly
„Mona Lisa“ aus Captain Carey, U.S.A. – Ray Evans, Jay Livingston
„Be My Love“ aus Der Fischer von Louisiana (The Toast of New Orleans) – Nikolaus Brodszky, Sammy Cahn
„Bibbidi-Bobbidi-Boo“ aus  Cinderella – Mack David, Al Hoffman, Jerry Livingston
„Mule Train“ aus Rauchende Pistolen (Singing Guns) – Fred Glickman, Hy Heath, Johnny Lange
„Wilhelmina“ aus Varieté-Prinzessin (Wabash Avenue) – Mack Gordon, Josef Myrow

### Bester Ton
präsentiert von Marilyn Monroe
Thomas T. Moulton – Alles über Eva (All About Eve)
Leslie I. Carey – Alter schützt vor Liebe nicht (Louisa)
Cyril Crowhurst – So ist das Leben (Trio)
Walt Disney, C. O. Slyfield – Cinderella
Gordon Sawyer – Unser eigenes Ich (Our Very Own)

### Bester Schnitt
präsentiert von Debra Paget
Conrad A. Nervig, Ralph E. Winters – König Salomons Diamanten (King Solomon’s Mines)
Oswald Hafenrichter – Der dritte Mann (The Third Man)
Barbara McLean – Alles über Eva (All About Eve)
James E. Newcom – Duell in der Manege (Annie Get Your Gun)
Arthur P. Schmidt – Boulevard der Dämmerung (Sunset Boulevard)

### Beste visuelle Effekte
präsentiert von Jane Greer
George Pal – Endstation Mond (Destination Moon)
Devereaux Jennings, Gordon Jennings, Paul K. Lerpae – Samson und Delilah (Samson and Delilah)

### Bester Dokumentar-Kurzfilm
präsentiert von Coleen Gray
Why Korea? – Edmund Reek
The Fight: Science Against Cancer – Guy Glover
The Stairs – Film Documents, Inc.

### Bester Dokumentarfilm
präsentiert von Coleen Gray
The Titan: Story of Michelangelo – Ralph Alswang, Robert J. Flaherty, Robert Snyder
With These Hands – Jack Arnold, Lee Goodman

### Bester Kurzfilm (eine Filmrolle)
präsentiert von Phyllis Kirk
Grandad of Races – Gordon Hollingshead
Blaze Busters – Robert Youngson
Wrong Way Butch – Pete Smith

### Bester Kurzfilm (zwei Filmrollen)
präsentiert von Phyllis Kirk
Im Tal der Biber (In Beaver Valley) – Walt Disney
Grandma Moses – Falcon Films
My Country ’Tis of Thee – Gordon Hollingshead

### Bester Kurzfilm (Cartoon)
präsentiert von Phyllis Kirk
Gerald McBoing-Boing – Stephen Bosustow
Lehrstunde für Tom (Jerry’s Cousin) – Fred Quimby
Trouble Indemnity – Stephen Bosustow

## Ehrenpreise

### Ehrenoscar
präsentiert von Charles Brackett
Louis B. Mayer
George Murphy
präsentiert von Marlene Dietrich
Die Mauern von Malapaga (Le mura di Malapaga) von René Clément als bester fremdsprachiger Film des Jahres

### Irving G. Thalberg Memorial Award
präsentiert von Charles Brackett
Darryl F. Zanuck

### Scientific and Engineering Award
präsentiert von David Wayne
James B. Gordon (20th Century-Fox Studio Camera Dept.)
John P. Livadary, Floyd Campbell, Lloyd W. Russell (Columbia SSD)
Loren L. Ryder (Paramount SSD)